# 鈴切康雄
鈴切 康雄（すずきり やすお、1926年6月28日 - 2012年9月21日）は、日本の政治家。愛知県出身。神戸高等商船学校（現・神戸大学）専科中退。元衆議院議員（8期）。

## 経歴
- 1945年、神戸高等商船学校専科（現・神戸大学）専科を中退する。材木店を経営する。
- 1963年、大田区議会議員選挙に立候補し、当選する。
- 1967年1月29日、第31回衆議院議員総選挙に、東京2区から公明党公認候補として立候補し、初当選する（以降、連続8期）。
- 1985年、公明党中央統制副委員長に就任する。
- 1986年12月、公明党大会において、公明党中央統制委員長に就任する。
- 1989年5月、明電工事件の疑惑による矢野絢也の公明党委員長退任にともない、公明党中央統制委員長を退任する。
- 1990年2月、第39回衆議院議員総選挙に立候補せず、選挙地盤を公明党の遠藤乙彦に譲り、元公明党委員長の竹入義勝と共に政界を引退する。
- 1996年11月、勲二等旭日重光章受章[1]。
- 2012年9月21日、肺炎のため横浜市内の病院で死去[2]。86歳没。

## 役職歴
- 公明党中央統制副委員長
- 公明党中央統制委員長